# 嘲弄基督 (乔托)
《嘲弄基督》（Cristo deriso）是意大利艺术家乔托的一幅湿壁画，绘制于1303-1305年，尺寸为200 x 185 厘米，位于意大利帕多瓦帕多瓦斯克罗威尼小堂 的北墙，是基督生平组画的一部分。
画中耶稣身穿金色的斗篷，忍受暴徒的嘲笑和棍棒的鞭打，头发和胡须被撕扯，表情痛苦而顺从。